# Combate de Los Colorados
El combate de Los Colorados o de San José (25 de abril de 1812) fue un enfrentamiento militar librado durante la expedición capitán de fragata Domingo de Monteverde, quien venció a las fuerzas republicanas.

## Antecedentes
El 7 de abril de 1812, el capitán realista Domingo de Monteverde entró en Barquisimeto. De las ruinas de la ciudad, destruida por un terremoto, el capitán realista extrajo 7 cañones, 600 tiros de artillería, municiones, fusiles y tiendas de campaña que usó para armar a sus tropas. Además, las predicas de los sacerdotes hicieron que el populacho responsabilizara a los republicanos del desastre natural, permitiéndole reclutar más hombres. La columna monárquica apenas estuvo un día en la ciudad, pues se temía una epidemia por los cadáveres en descomposición y siguió a Quíbor y El Tocuyo; Sarare también cayó rápidamente en su control. Envió un destacamento a cargo del teniente de fragata Manuel Geraldino a Mérida y Trujillo y al capitán de milicias Pedro González Fuentes a Barinas; todo para asegurar su retaguardia. Pronto esas provincias se pronunciaron leales al rey.
En tanto, el 4 de abril el gobierno federal republicano, decidió suspender sus sesiones hasta el 5 de julio y dar poderes extraordinarios al ejecutivos. Lo formaban Fernando Rodríguez del Toro, Francisco Javier Uztaris y Francisco Espejo, con sus suplentes Francisco Javier Maíz, Juan Germán Roscio y Cristóbal Mendoza, quienes estaban en Valencia.
En estos momentos, las autoridades realistas formales empezaron a perder su influencia ante Monteverde y los oficiales que le acompañaban. Por ejemplo, en la primera mitad de mayo, el coronel José Ceballos salió de Coro para asumir el mando de la expedición según las órdenes del capitán general Fernando Miyares, le acompañaban 100 soldados llegados de Cádiz y Puerto Rico y 400 milicianos corianos, pero en Tocuyito se enteró de que Monteverde no cedería el mando. Ceballos envió a su ayudante, Mariano Arcaya, a hablar con el capitán para que reconociese su autoridad, pero este último le ofreció compromisos inaceptables. El coronel resolvió volver a su ciudad y ceder el mando de la tropa. Además, José García Miralles, el gobernador enviado por él para Barinas fue obligado a irse por González Fuentes.

## Combate
Monteverde avanzó hasta el pueblo de San José, en la llanura de Los Colorados, cercano de San Carlos, con 1.000 infantes y 180 jinetes, donde estaba el coronel Diego Jalón, quien se había retirado de Barquisimeto y estaba herido por el terremoto, mandando 1.300 hombres, principalmente reclutas. Por sus heridas cedió el mando al teniente coronel Miguel Ustáriz y el mayor general Miguel Carabaño Aponte. El sacerdote Pedro Gamboa eleva el número de republicanos en la batalla a 2.000.
El 25 de abril se dio el combate, pero cuando el batallón Puerto Cabello de Carabaño Aponte cargó contra el flanco izquierdo de los monárquicos, los jinetes patriotas del escuadrón El Pao cambiaron de bando a las órdenes del comandante Juan José Cruces y del capitán peninsular Julián Ontalva. Dos horas antes Monteverde había negociado el cambio de bando, así que espero a que sus enemigos fueran a buscarlo en San José y en el clímax de la batalla se produjo el evento. El batallón Barlovento, de 250 plazas, resultó diezmado con los milicianos de San Carlos y el coronel José Lazó tuvo que hacer grandes esfuerzos para salvar a los restos de la caballería patriota y retirarse en orden a Valencia.

## Consecuencias
Ustáriz logró huir a Valencia con los pocos sobrevivientes. Los monárquicos capturaron San Carlos y se hicieron con 2 cañones, más de 500 fusiles, pertrechos y todo el tren de campaña. Por su destacada participación, Monteverde ordenó a su segundo, el coronel Eusebio Antoñanzas, último alcalde de Río Caribe, marchar contra Calabozo.
Antoñanzas partió con 200 fusileros a los que luego sumó jinetes de El Pao, Tiznados y Guardatinajas, llegando a su objetivo el 20 o 21 de mayo. Los bisoños defensores resistieron por cuatro horas, pero acabaron rindiéndose, acabando con el saqueo de la ciudad, una gran matanza y la liberación de los presos de las cárceles. Estas tropas llaneras se dedicaron a asesinar prisioneros y civiles indefensos, lo que terminaría por atraer el odio de la población contra el bando monárquico. Este fenómeno fue posible por la mencionada debilidad de las autoridades realistas ante los nuevos oficiales canarios de Monteverde.